# Ác quỷ

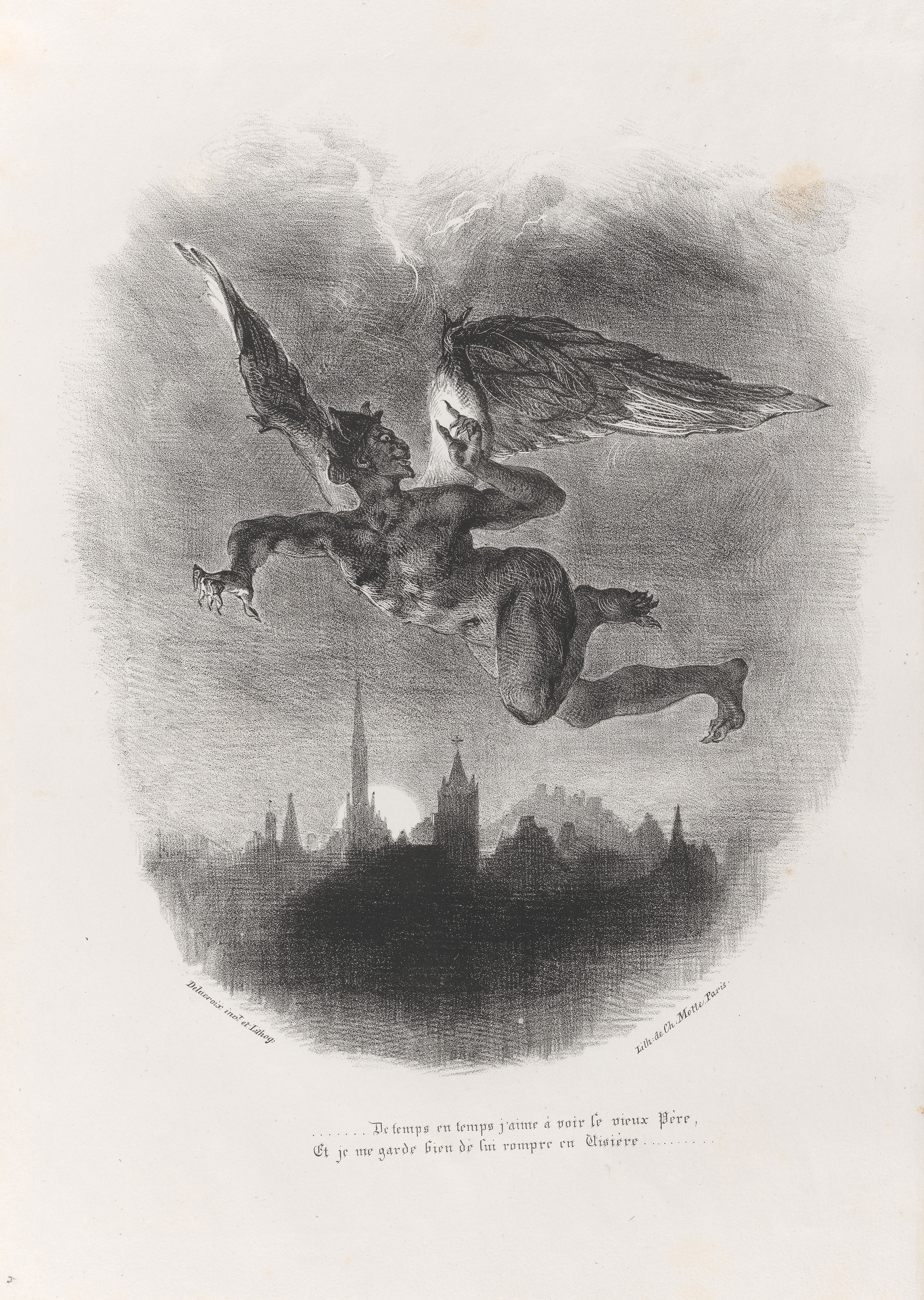
Mephistopheles (một Ác quỷ thời Trung cổ trong văn học dân gian Đức) bay trên Wittenberg, trong bản in thạch bản của Eugène Delacroix.

Quỷ (鬼) trong nghĩa nguyên thuỷ của tiếng Hán dùng để chỉ phần hồn của những người đã chết (tức hồn ma). Nhưng khi đi vào tiếng Việt, quỷ lại chỉ những hồn ma bằng lí do nào đó không thể đầu thai mà vẫn lưu lạc ở dương gian. Trong tín ngưỡng dân gian Việt Nam, quỷ được mô tả là loài yêu quái có hình thù gớm ghiếc, hung tợn, sở hữu những phép thần thông và chuyên hãm hại con người.
Ngoài ra, từ quỷ trong tiếng Việt cũng dùng để chỉ những Ác quỷ (惡鬼, tiếng Anh: demons) theo quan niệm của một số nền văn hoá và tôn giáo, đây là các ác linh thuộc về cõi siêu hình có những khả năng siêu phàm, khỏe mạnh, không hẳn là đều độc ác và xấu xa, đôi lúc cũng dùng để chỉ cho ác ma. Thường là phe đối lập với các vị thần.

## Trong đạo Phật, đạo Hindu, đạo Cao Đài
- Mọi sinh vật qua quá trình khổ tu và tuân theo các dharma (pháp) đều đạt được thần thông. Nếu theo phe thiện thì được gọi là thần, nếu là ác thì gọi quỷ.[6]

Tuy nhiên, không có sự phân biệt rõ ràng giữa thần và quỷ.
- Trong Phật giáo: Quỷ nằm
- này nằm trong cõi Ngạ quỷ. Một số tên gọi như Yaksha (Dạ xoa), La Sát. Đây là các loại Quỷ trong thế giới (cõi) của Ngạ quỷ. Rất đa dạng, muôn hình muôn vẻ (khó nghỉ bàn) đặc điểm chung của Quỷ là:

1. Hình dạng thể hiện rõ bản chất Tham, Si: bụng to, miệng to, mắt to, ham muốn rất nhiều nhưng không được thỏa mãn lòng Tham, Si của mình, biểu hiện cổ họng bé và thân thể què quặt.
2. Hình dạng thể hiện bản chất Sân Hận: vẻ mặt hung dữ, quái dị, sẵn sàng đe dọa và tấn công.[1]
3. Hình dạng theo như mô tả hình dạng sóng mất cân đối, hình răng cưa, nhiều nhiễu tạp trên hình thể.[7]

Trong Mật Tông thường làm những đàn pháp để cúng thí nước Cam Lồ cho loài quỷ này để họ được no đủ và siêu sinh.
Trong kinh Diệu Pháp Liên Hoa, chúng ta còn thấy các vị bồ tát cũng có lúc hiện thân thành Quỷ tùy theo chúng sinh cần được giáo hóa.
- Đạo Cao Đài: Quỷ Là hóa thân của vong hồn (do đã tu luyện lâu năm hay vì hận thù mà biến thành quỷ), thông thường vong hồn là một thể chất vô hình không thể hại người được, quỷ thì cũng vậy không thể hại người nhưng chúng ta có thể nhìn thấy chúng một cách rất kinh tởm (hơn vong hồn), hơn nữa quỷ cũng có khả năng giết bạn (nếu như bạn không phải là kẻ nó thù thì bình yên vô sự)[8][9][10][11]

## Trong đạo Hồi và đạo Thiên Chúa

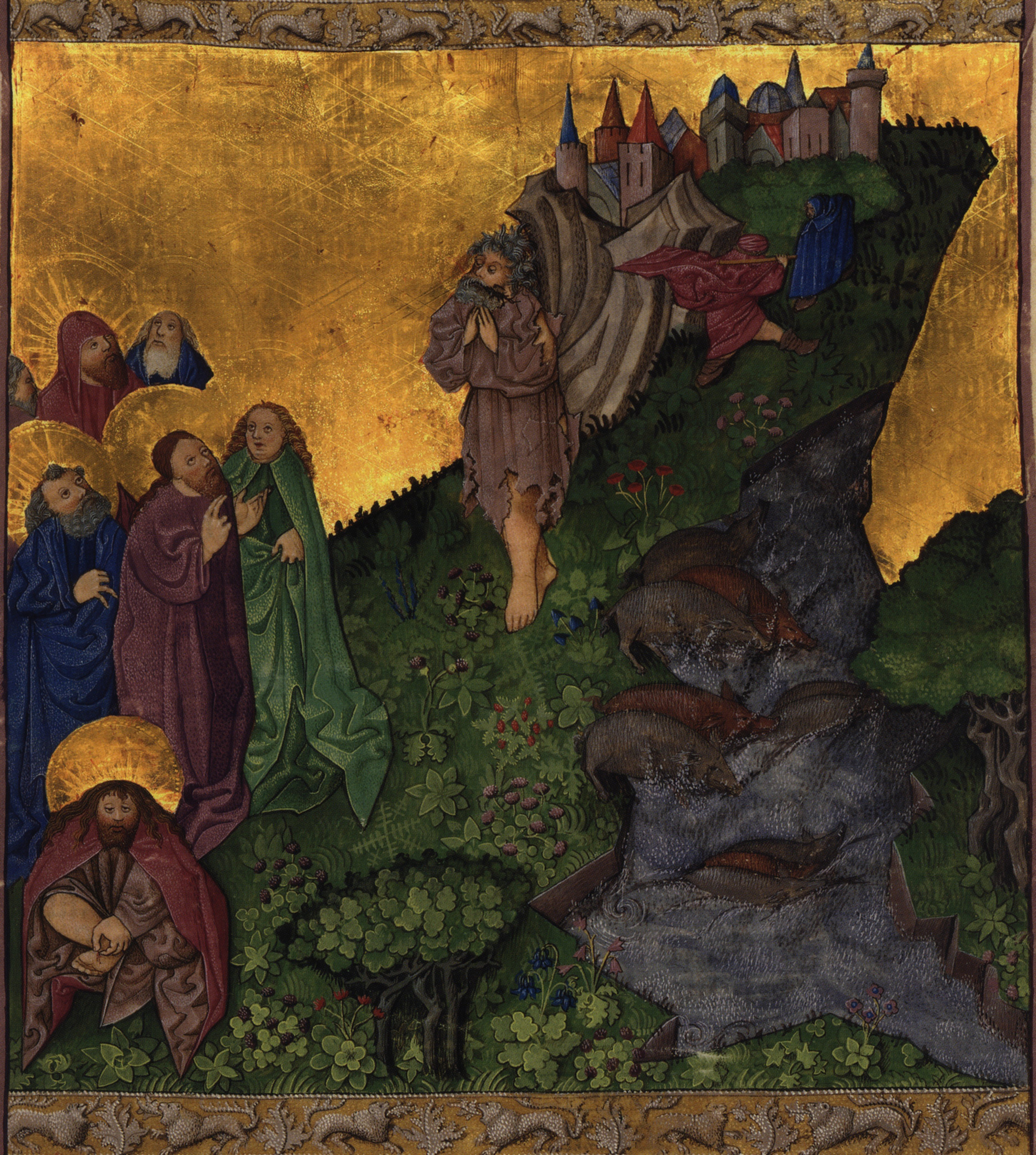
Bản thảo Ánh sáng thời Trung cổ của Ottheinrich Folio mô tả cuộc trừ Ác quỷ Gerasene của Chúa Giêsu

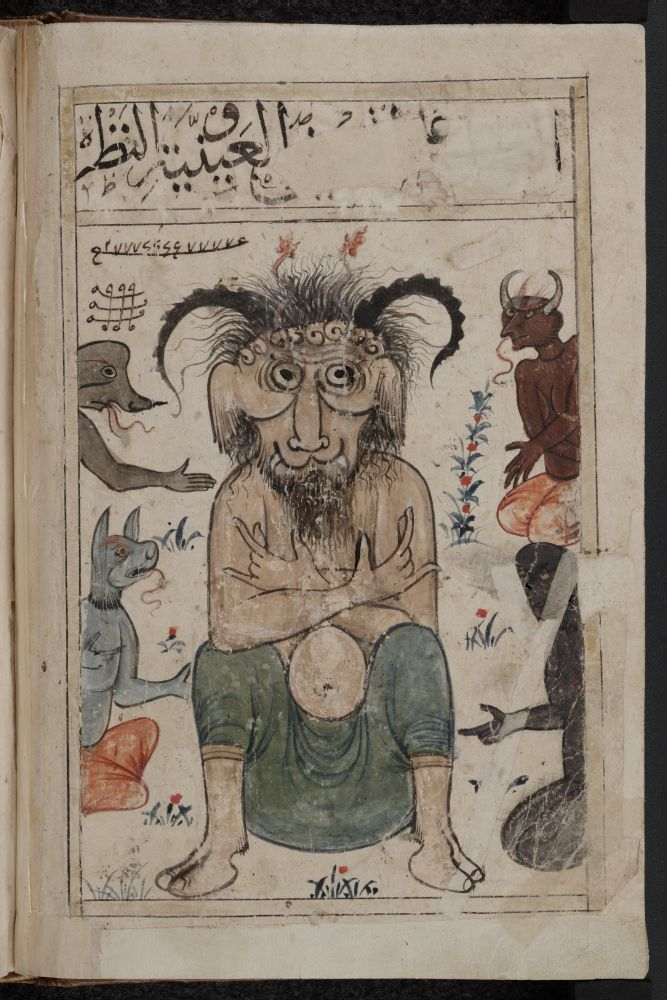
Những Ác quỷ được mô tả trong Cuốn sách kỳ quan, một bản thảo bằng tiếng Ả Rập cuối thế kỷ 14

Cùng với Thiên Chúa giáo và Tin Lành, Hồi giáo, Do Thái giáo đều là các tôn giáo khởi nguồn từ Abraham, do đó khái niệm về Ác quỷ có phần tương tự nhau.
- Theo Do Thái Giáo: Ác quỷ là các đọa thiên sứ. Các thiên sứ đều thờ phụng Đức Chúa là Thiên Chúa, trong đó vị Tổng lãnh thiên sứ là Michael. Tuy nhiên, có một thiên sứ khác tên là Lucifer đã sa đọa và nổi dậy cùng 1/3 thiên sứ khác để giành quyền thống trị với Thiên Chúa. Michael đã đánh bại Lucifer vào ngày Thiên Chúa tách ánh sáng ra khỏi bóng tối vào ngày thứ ba của 7 ngày Thiên Chúa tạo dựng thế giới. Ngày ấy Lucifer được gọi là Satan, nghĩa là Kẻ Chống Đối. Tuy nhiên Thiên Chúa là Đấng nhân từ, nên không hủy diệt Lucifer mà còn cho Lucifer thêm 1 cơ hội nữa để nhận thấy Satan đã sai.[12][13]
- Theo Kitô giáo: Ngày Chúa tạo dựng loài người, Thiên Chúa cho loài người cả hồn lẫn xác. Thế là có một số thiên sứ, chỉ có hồn mà không có xác đã ganh tị, và chứng minh cho Chúa là Chúa đã sai vì loài người không xứng đáng. Thế nên Ác quỷ đã dụ dỗ loài người làm bậy từ việc ăn trái cấm để ngang bằng Thiên Chúa. Vì thế Chúa sẽ trao quyền cho Satan xử lý các người tội lỗi vào ngày Tận Thế.
- Theo Hồi Giáo: Khi Thiên Chúa tạo dựng loài người, Thiên Chúa ban cho loài người làm vua của muôn loài thọ tạo bao gồm cả các thiên sứ. Tuy nhiên Thiên sứ tên Lucifer không chịu tôn loài người làm Vua và bị Thiên Chúa làm cho mọc sừng và đuôi và đày xuống địa ngục. Từ đó Ác quỷ Lucifer luôn tìm cách cám dỗ loài người để chứng minh Chúa đã sai.[3][6][12][14]
- Krampus là Ác quỷ xuất hiện trong đêm giáng sinh được nhắc tới trong nền văn hoá Đức.